# Tewksbury (Massachusetts)
Tewksbury – miasto w Stanach Zjednoczonych, w stanie Massachusetts, w hrabstwie Middlesex.